# Ophiomisidium pulchellum
Ophiomisidium pulchellum is een slangster uit de familie Ophiuridae.
De wetenschappelijke naam van de soort werd in 1878 gepubliceerd door Charles Wyville Thomson.